# Kraaggewelf

Basisprincipe van de kraagboog

Een kraaggewelf, kraagboog, vals gewelf of valse boog is een boogvormige constructiemethode die de architecturale techniek van uitkragende stenen gebruikt om een ruimte of leegte in een structuur te overspannen, zoals een toegangsweg in een muur, of het dak van een gebouw of overspanning van een brug te ondersteunen.
Een kraaggewelf wordt gebouwd door het laten uitsteken van opeenvolgende lagen steen totdat de lagen aan de top van de boog bijeenkomen. Het laatste gat wordt vaak overbrugd met een platte steen.
Hoewel een verbetering ten opzichte van het dragend vermogen van de latei, zijn kraagbogen geen volledig zelfdragende structuren en de kraagboog wordt om deze reden soms aangeduid als een vals gewelf. In tegenstelling tot echte bogen worden niet alle mechanische spanningen van de structuur omgezet in drukspanningen. Kraagbogen en -gewelven vereisen aanzienlijk dikkere wanden of steunberen om de effecten van de zwaartekracht tegen te gaan.

## Voorbeelden
Voorbeelden van kraagbogen in verschillende culturen:

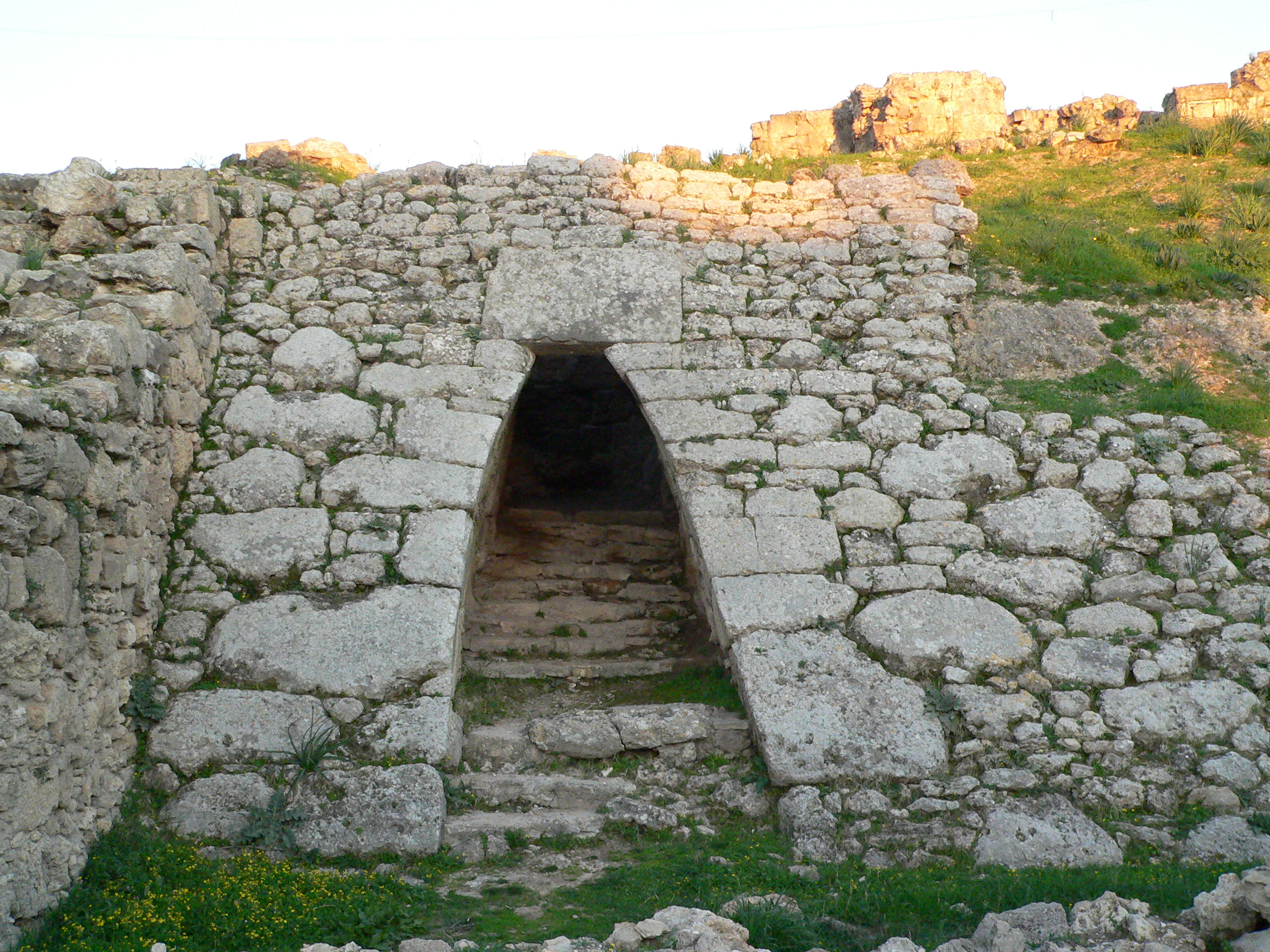
Paleis van Ugarit
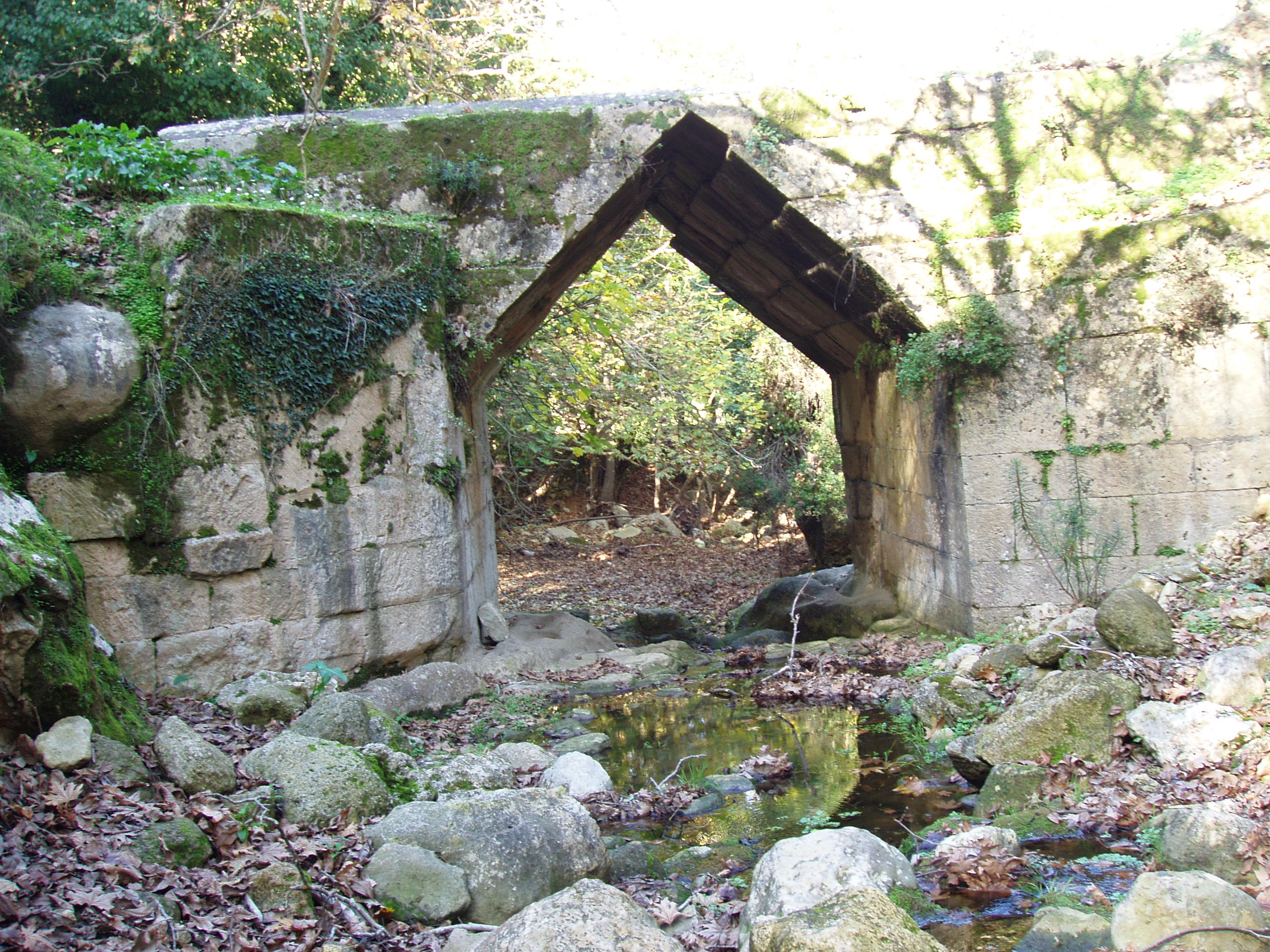
Brug van Eleutherna, Kreta
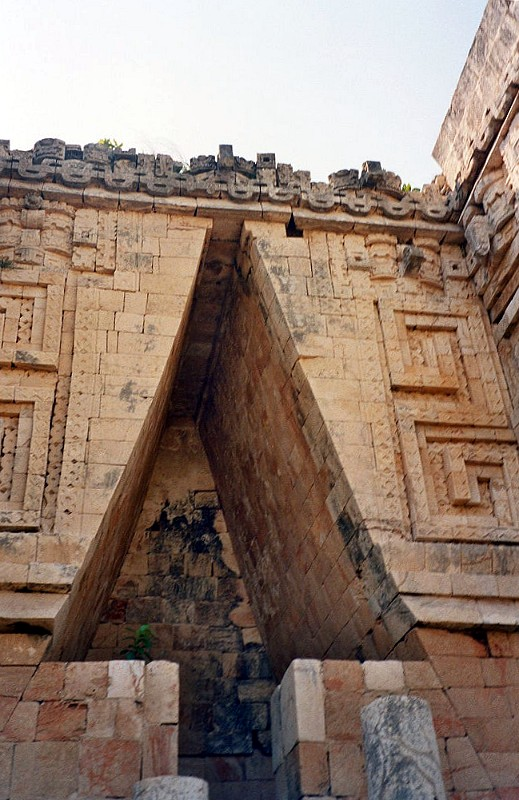
Maya architectuur in Uxmal, Yucatan
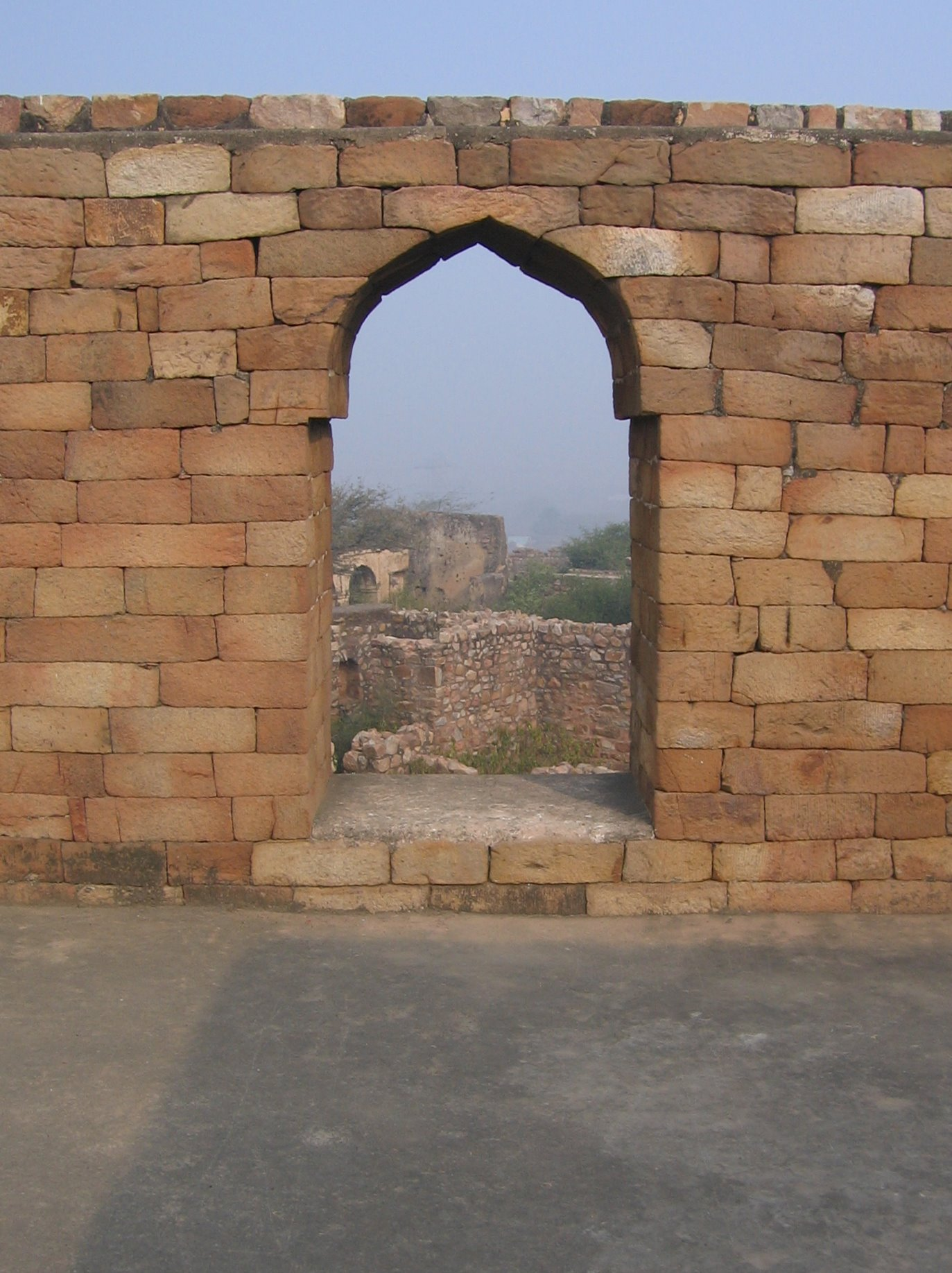
Tombe van Nasiruddin Mahmud, Delhi
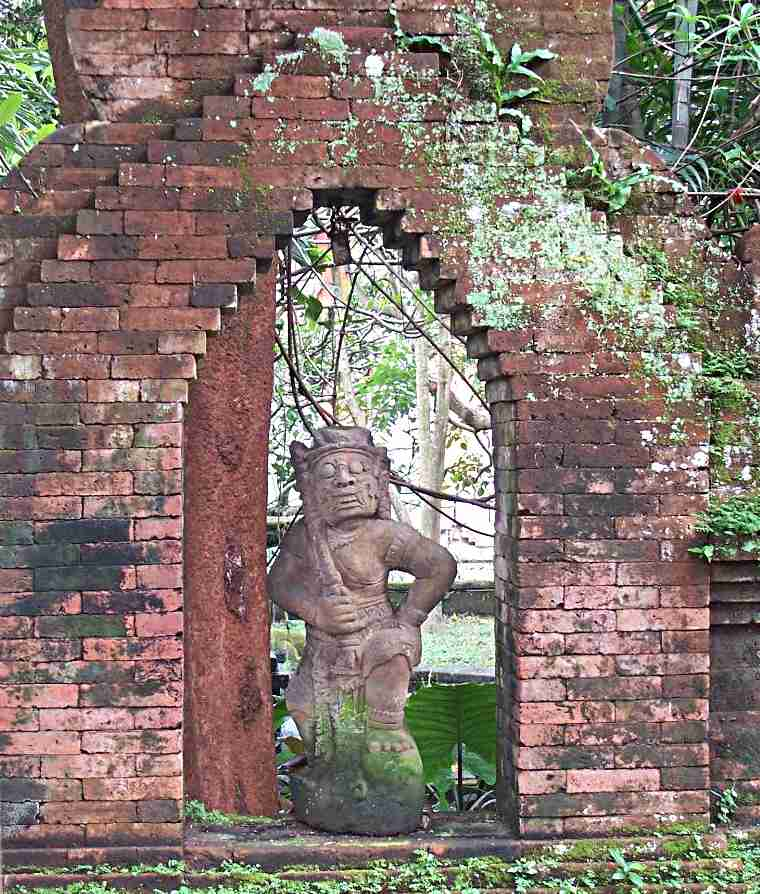
Bakstenen kraagboog bij Ubud, Bali